# Bomplandiella guaranitica
Bomplandiella guaranitica är en svampart som beskrevs av Speg. 1886. Bomplandiella guaranitica ingår i släktet Bomplandiella, divisionen sporsäcksvampar och riket svampar.   Inga underarter finns listade i Catalogue of Life.